# Ivo Krieg
Ivo Krieg (* 9. September 1949 in Berlin) ist ein deutscher Politiker (Bündnis 90/Die Grünen).
Krieg ist von Beruf Maschinenbauingenieur. Im Dezember 1994 rückte er für Rezzo Schlauch in den Landtag von Baden-Württemberg nach, war wo er bis zum Ende der Wahlperiode 1996 Mitglied war. Krieg war der Stellvertreter Schlauchs, der das Zweitmandat im Landtagswahlkreis Enz gewann.
| Personendaten    | Personendaten                                    |
| ---------------- | ------------------------------------------------ |
| NAME             | Krieg, Ivo                                       |
| KURZBESCHREIBUNG | deutscher Politiker (Bündnis 90/Die Grünen), MdL |
| GEBURTSDATUM     | 9. September 1949                                |
| GEBURTSORT       | Berlin                                           |